# Sommerbrücke (Hannover)

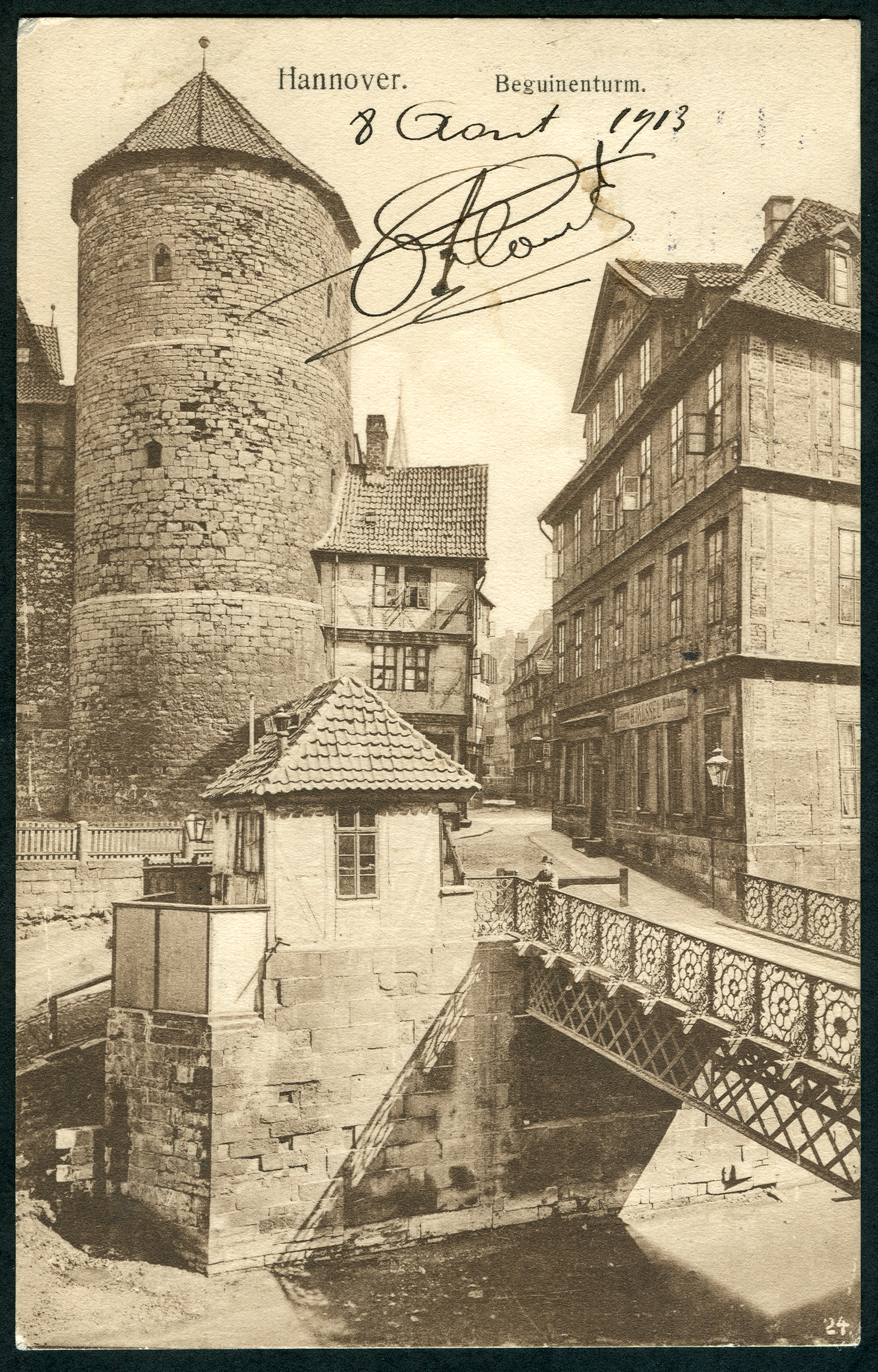
In der Verlängerung der Pferdestraße: Die Sommerbrücke am kleinen Scherenschleiferhaus vor der Pferdeschwemme (links) am Beginenturm und dem Altstädter Lazarett (rechts);
Ansichtskarte Nummer 24, anonym, um 1900

Die Sommerbrücke in Hannover war eine erstmals im 17. Jahrhundert angelegte Brücke über die Leine, die die Altstadt Hannovers in Höhe des Beginenturms zunächst mit der sogenannten Leineinsel „Klein-Venedig“ und darüber hinaus mit der Calenberger Neustadt verband. Der Kopf der abgebrochenen Sommerbrücke wurde im Verlauf der Straße Am Hohen Ufer in Höhe der Pferdestraße durch eine mittelalterlich stilisierte Aussichtsplattform mit Blickrichtung zum gegenüberliegenden, „[…] sanft abfallenden begrünten Leibnizufer“ ersetzt.

## Geschichte

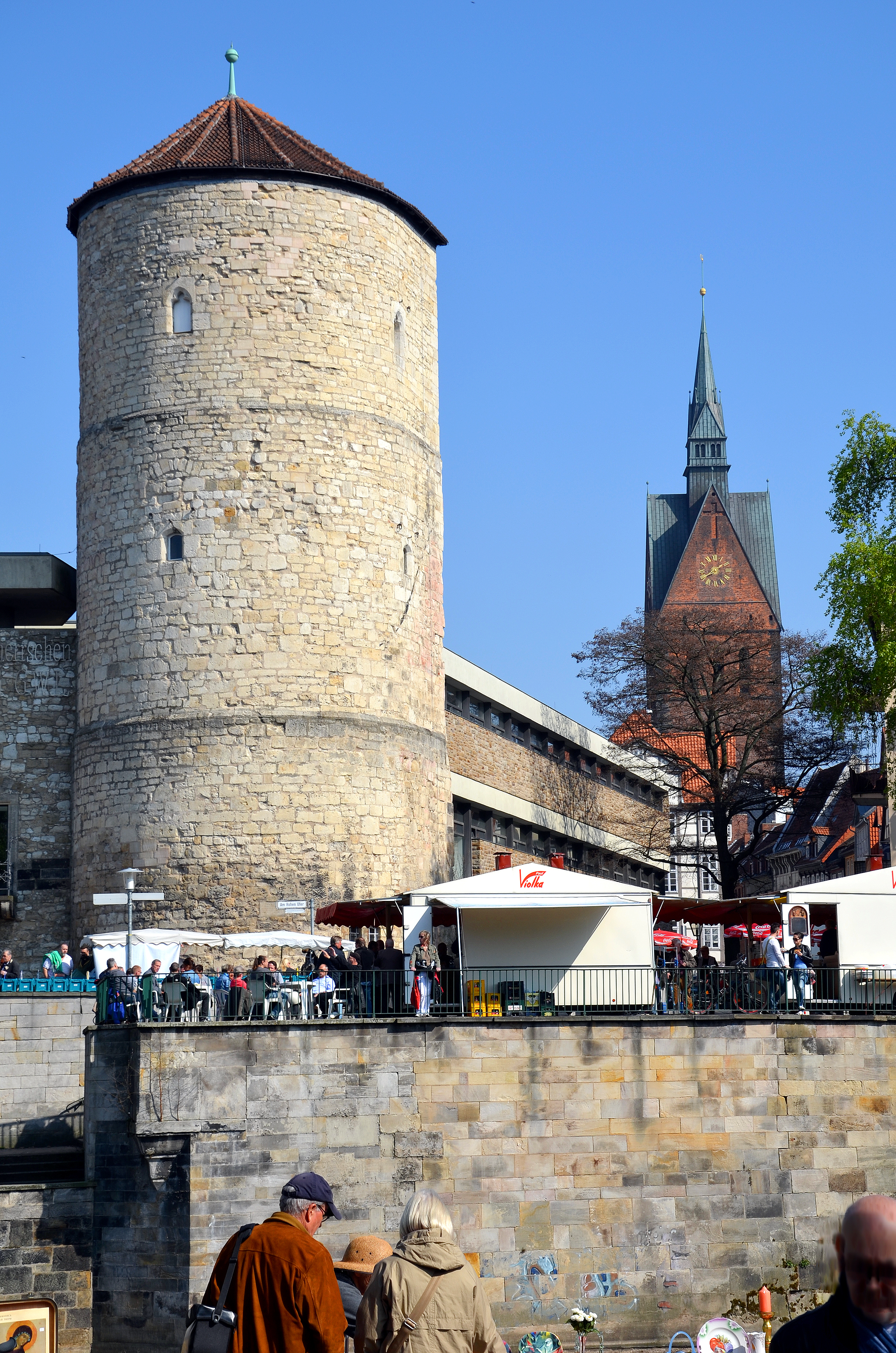
Die Aussichtsplattform vor dem Beginenturm während des Altstadt-Flohmarkts im Frühling 2014

Seit dem Mittelalter fand sich der älteste bekannte Brückenübergang Hannovers über die Leine zwischen dem Gallentor an der Roßmühle einerseits und der ehemaligen Burg Lauenrode anderseits des Flusses. Diese Brücke soll zu Verteidigungszwecken als Zugbrücke konstruiert gewesen sein. Mitten im Dreißigjährigen Krieg wurde – wiederum zu Verteidigungszwecken – das Zeughaus gebaut und die Straße Roßmühle dadurch zu einer Sackgasse. Deshalb wurde im Jahr 1646 weiter südlich eine neue Brücke aus Holz für Fußgänger angelegt. Sie diente vor allem dem Fürstlichen Statthalter Friedrich Schenck von Winterstädt, der auf dem Hof des herzoglichen Vogts Friedrich Molinus beziehungsweise des späteren Hofs des Grafen Ernst von Platen in der Bäckerstraße wohnte. Durch den Bau der Brücke konnte er nachts in das Leineschloss oder aus diesem heraus gelangen, ohne die Wächter erst das Leintor öffnen lassen zu müssen.

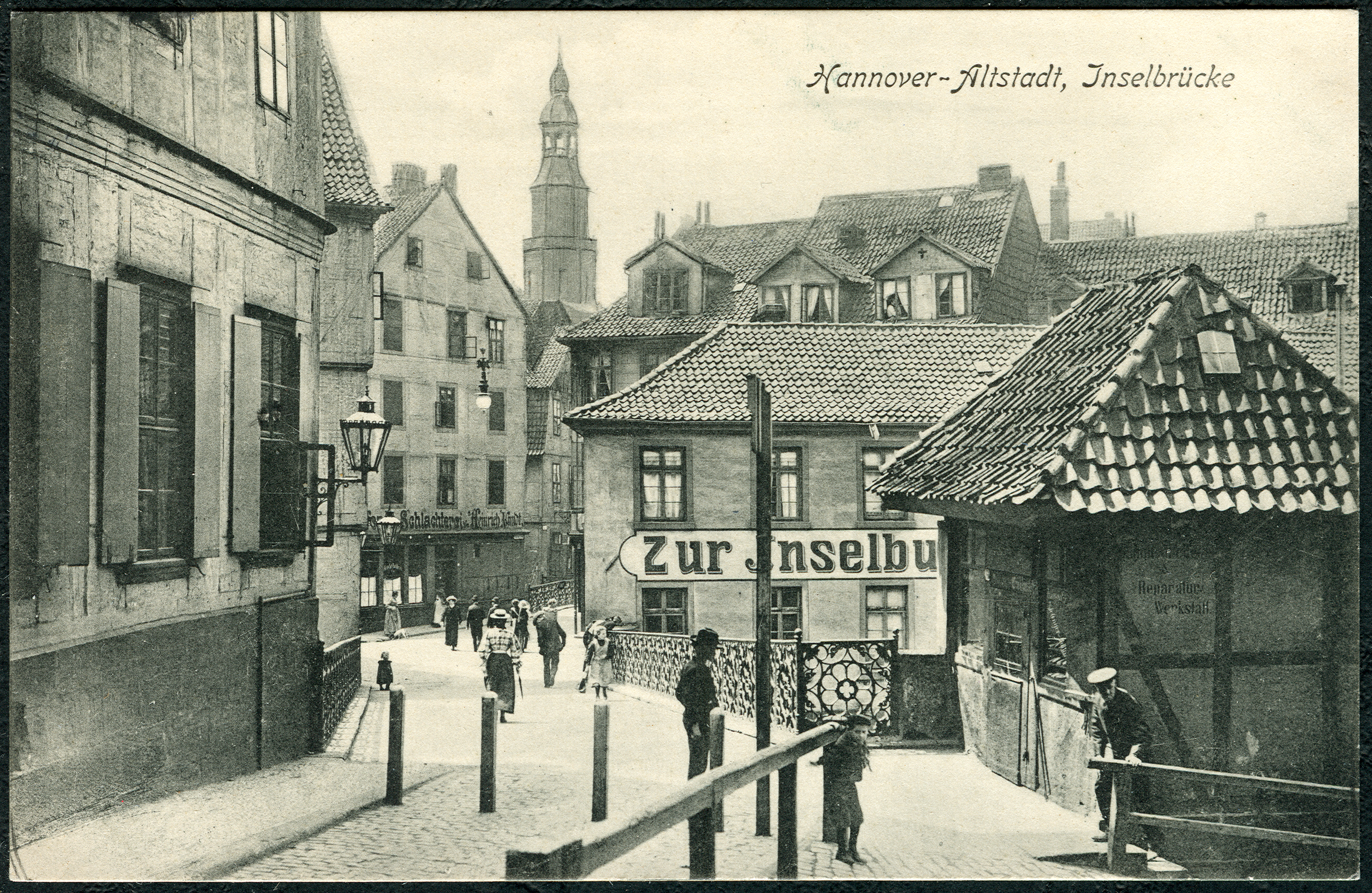
„Hannover-Altstadt, Inselbrücke“, tatsächlich aber der Blick erst über die Sommerbrücke und durch die Inselstraße zur Inselbrücke in Richtung der Neustädter Hof- und Stadtkirche St. Johannis;
Ansichtskarte Nr. 446 von Georg Kugelmann, 1907

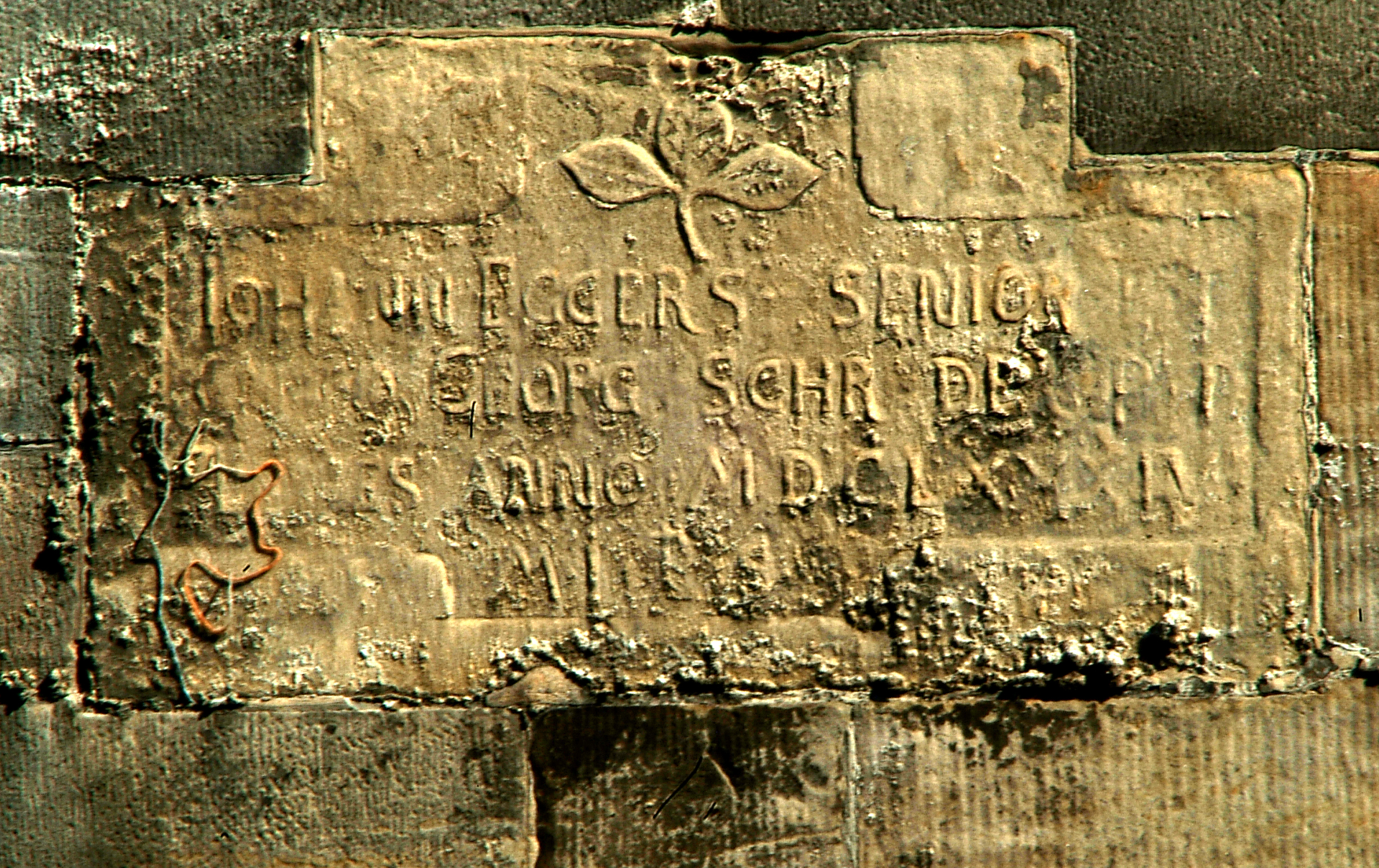
In die Uferbefestigung eingelassener Stein mit Inschrift und der Jahreszahl 1684

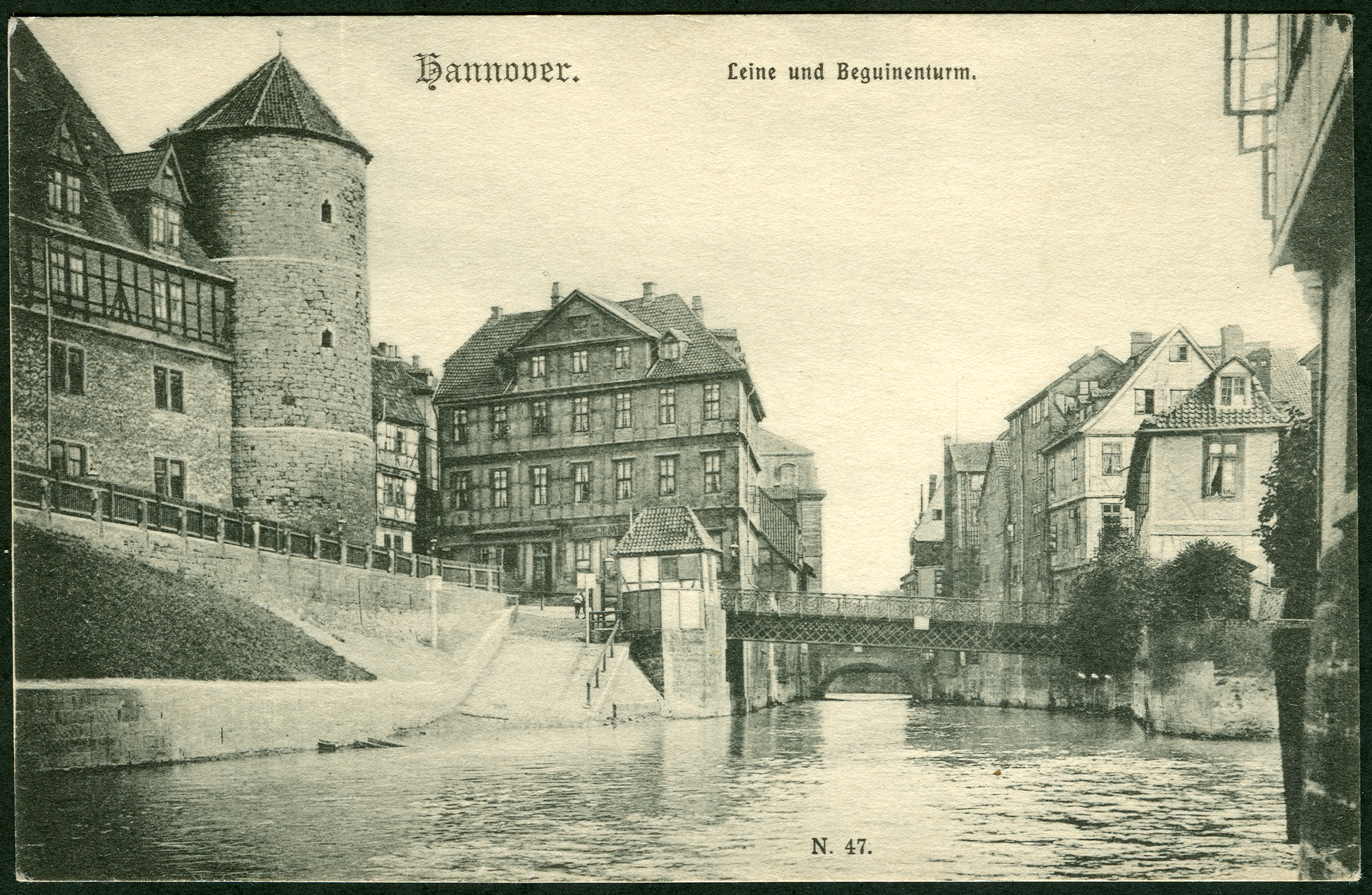
Blick vom Ufer der Calenberger Neustadt auf die ehemalige Sommerbrücke zur Leineinsel „Klein-Venedig“ (rechts);
Ansichtskarte Nr. 47, Lichtdruck, um 1900

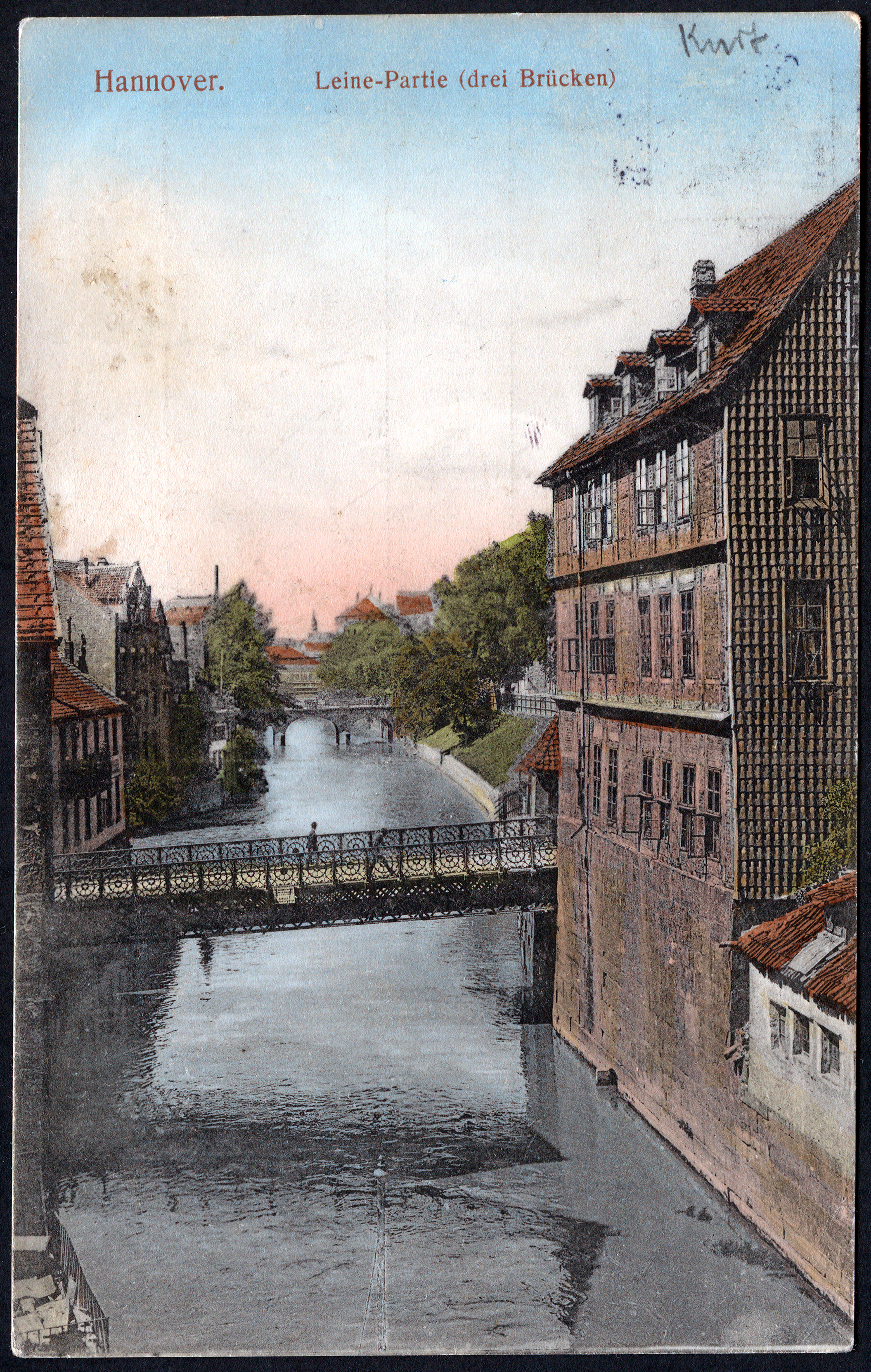
Der sogenannte „Drei-Brücken-Blick“ von der Leintorbrücke über die ehemalige Sommerbrücke am Stadtlazarett (rechts) zur Marstallbrücke und weiter zur Goethebrücke (im Hintergrund);
kolorierte Ansichtskarte, anonym, um 1900

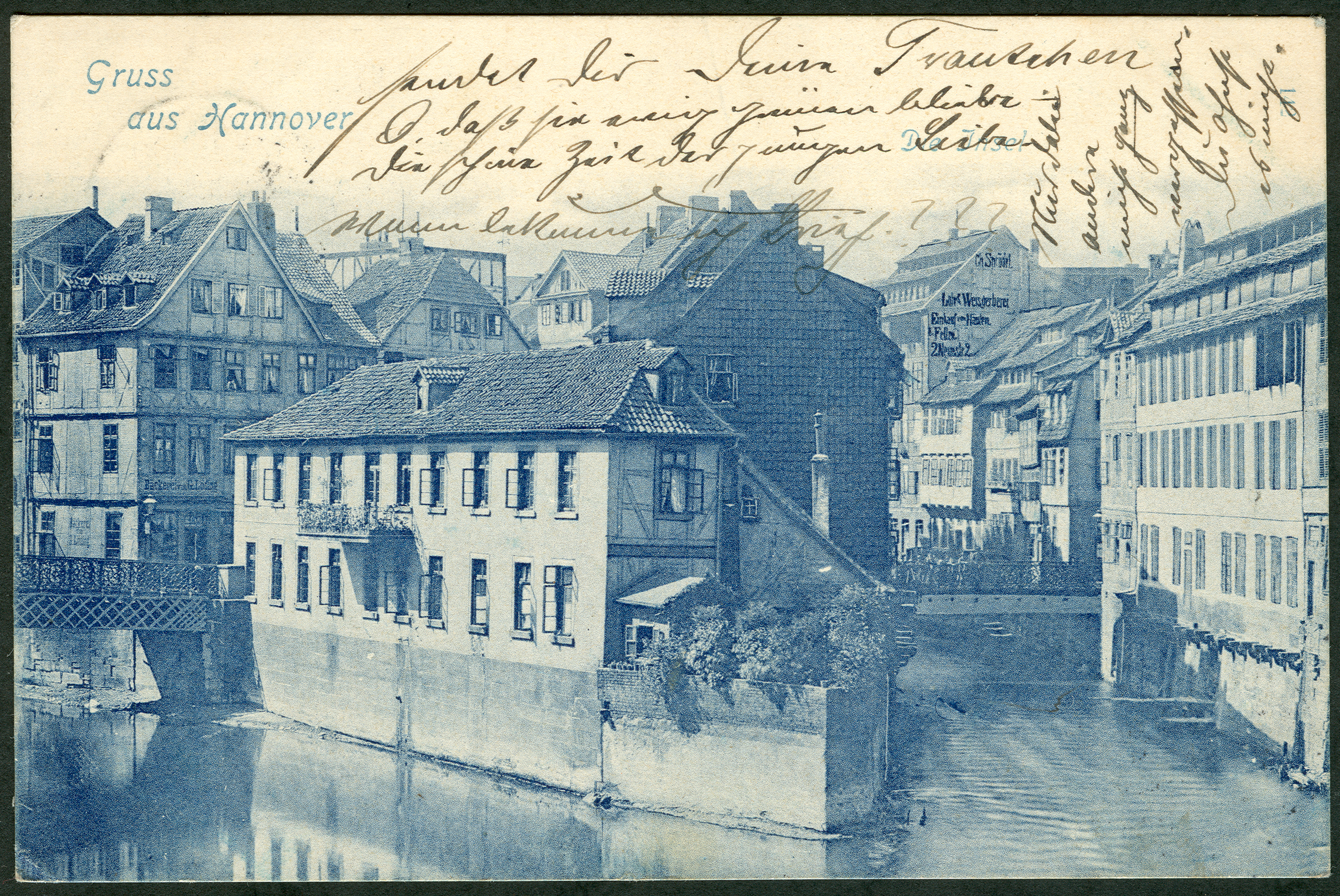
Blick auf die Nordspitze der Leineinsel „Klein-Venedig“; links die Sommerbrücke, rechts die Inselbrücke im Verlauf der Inselstraße, im Vordergrund das Gasthaus Inselburg auf der heute denkmalgeschützten Leinemauer;
monochrome Ansichtskarte, anonym, um 1900

Ab 1680 ließ Herzog Ernst August von Braunschweig-Lüneburg 42 dem Leineschloss gegenüberstehende Häuser auf der Leineinsel, in denen vor allem Färber und Gerber wohnten und arbeiteten, abreißen und – nachdem die Wallanlagen links der Leine eingeebnet und darauf eine neue Straße angelegt worden war – in den beiden folgenden Jahren neu errichten. Um diese Neue Straße in der Calenberger Neustadt nun auch besser zu erschließen, ließ der Herzog die alte Sommerbrücke verlegen zum nördlichen Teil der Leineinsel in Höhe des Beginenturms. Die neue „Sommerbrücke“ war laut dem hannoverschen Chronisten Johann Heinrich Redecker 1682 fertiggestellt worden, nun aber stabiler und breit genug für Pferde und Kutschen.
Sowohl die Sommerbrücke als auch die im Verlauf der Inselstraße auf der anderen Seite der Leineinsel folgende Inselbrücke wurden in den Jahren 1818 und 1861 wiederholt neu angelegt, zuletzt mit eisernen Trägern.
Direkt unterhalb der ehemaligen Sommerbrücke wurde in die gemauerte Uferbefestigung ein Stein eingelassen mit der Inschrift

„Johann Eggers Senior / Georg Schrader [?] Fides [?] Anno MDCLXXXIV …“

Nach den verheerenden Luftangriffen auf Hannover während des Zweiten Weltkrieges wurde die noch funktionsfähige, aber „einsturzgefährdete“ Sommerbrücke 1956 abgebrochen im Zuge der Neuanlage der Uferpromenaden entlang der Leine durch Heinz Wolff.
2012 beabsichtigte der Verein für Hannoversche Stadtbaukultur eine Neuerrichtung des ehemaligen Scherenschleiferhäuschens, das bis zum Zweiten Weltkrieg unmittelbar an der Sommerbrücke gestanden hatte, ein Ansinnen, das die Stadt Hannover nicht zuletzt auch aus Gründen des Denkmalschutzes ablehnte.

## Neugestaltung
Im Zuge der innerstädtischen Umbau-Konzepte unter dem Obertitel Hannover City 2020 + wurde Anfang des 21. Jahrhunderts ein Architekturwettbewerb ausgeschrieben, für den mehrere Pläne zur Neugestaltung des Bereiches um die ehemalige Sommerbrücke eingereicht wurden. Den 1. Preis gewann ein Entwurf von Kellner Schleich Wunderling, Architekten + Stadtplaner in Zusammenarbeit mit Nagel, Schonhoff + Partner, Landschaftsarchitekten-Stadtplaner, nach dem der Bereich durch Treppen und Rampen und vor allem durch eine „Furt“-ähnliche, sehr niedrige Brücke vor allem die mittleren und unteren Aufenthaltsebenen am Wasser der Leine wieder stärker erlebbar gemacht werden soll. Die Brücke soll zudem die Querbeziehungen zwischen der Altstadt und der Calenberger Neustadt wieder neu herstellen.